# Privatbrauerei Stöttner
Die Privatbrauerei Stöttner (auch: Stöttner-Bräu) ist eine Bierbrauerei im niederbayerischen Mallersdorf-Pfaffenberg im Landkreis Straubing-Bogen. Die Brauerei hatte 2008 eine Jahresproduktion von 13.000 Hektolitern, zu ihr gehört seit November 2019 die Stöttner Markt & Bierbar.

## Geschichte

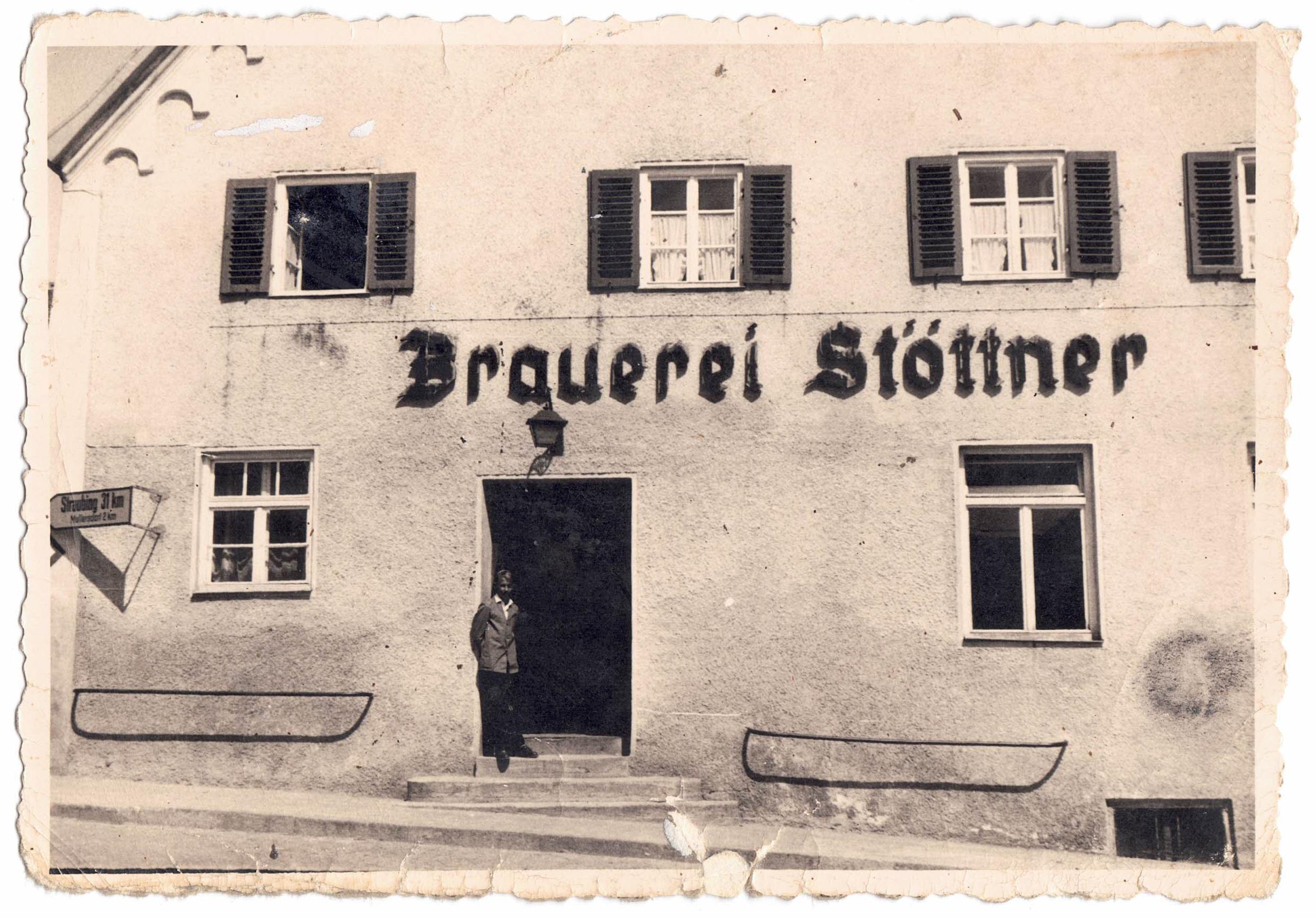
Ansicht der Brauerei Stöttner um 1950

Die Brauerei wurde 1832 von Johann und Michael Weinzierl gegründet. Nach mehreren Übergaben und Verkäufen erwarb Karl Stöttner 1892 das Unternehmen. Seitdem ist es im Familienbesitz der Stöttners. Derzeit wird die Brauerei von Andreas Stöttner geführt.

## Produkte

### Biere
Die Produktpalette der Brauerei umfasst die obergärigen Biersorten:
- Pfaffenberger Original Weisse
- Pfaffenberger Dunkle Weisse
- Pfaffenberger Leichte Weisse[6]

Zu den untergärigen Biersorten zählen:

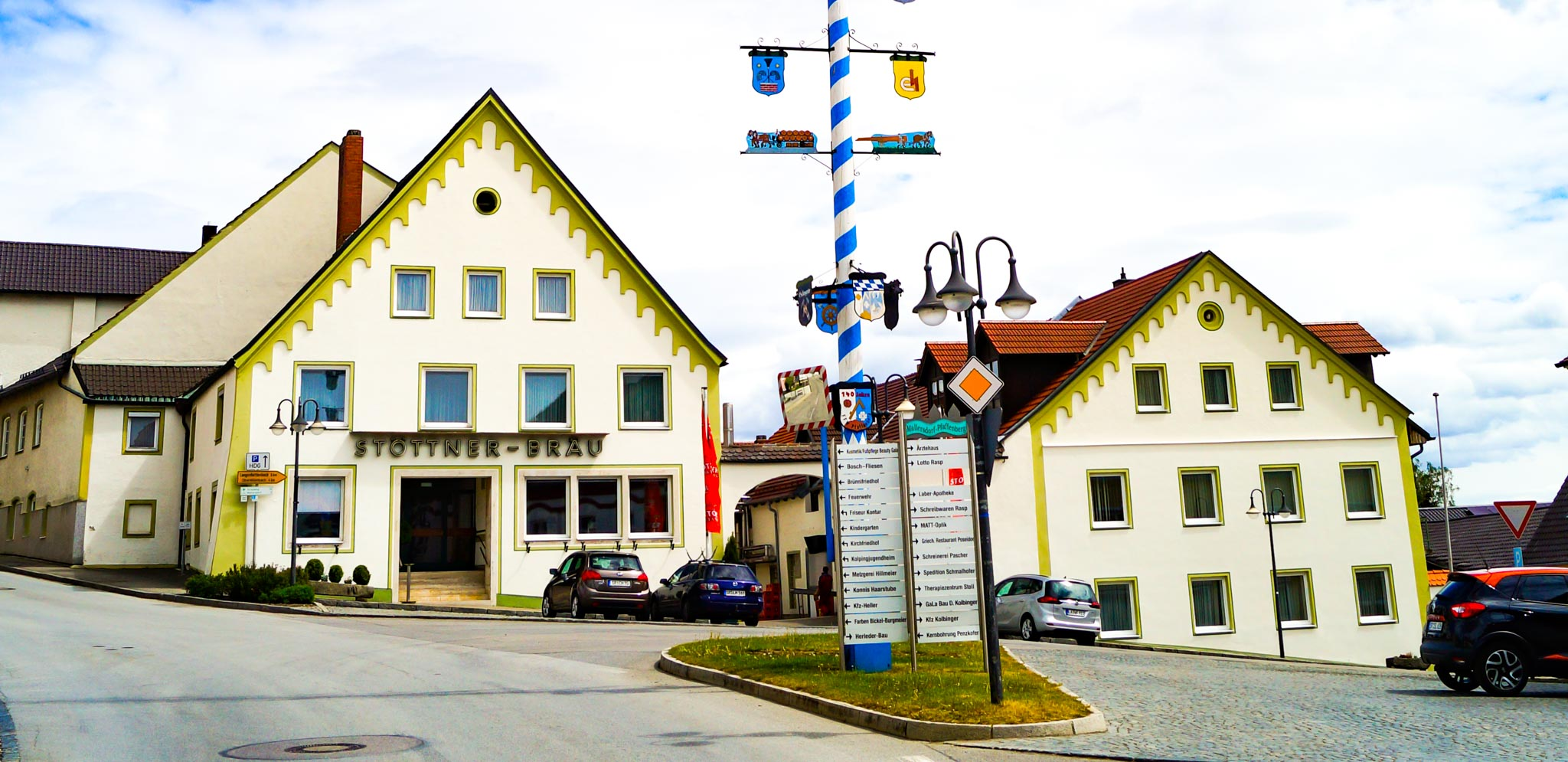
Ansicht der Privatbrauerei Stöttner vom Marktplatz Pfaffenberg.

- Export Hell
- Neues Helles
- PfaffenGold Festbier
- Schwarzer Pfaff
- Pfaffenberger Pils[7]

### Biermischgetränke
Biermischgetränke der Privatbrauerei Stöttner sind:
- Trübe Radler
- Schwarze Radler
- Pfaffenberger Russ
- Radler Halbe[8]

### Saisonale Bierspezialitäten
Zu den saisonalen Bierspezialitäten der Brauerei gehören:
- Pfaffenator – Dunkler Doppelbock
- Spezialsud Märzen
- Pfaffenberger No.9 Weisse
- Pfaffenberger Weißbierbock
- Grüne Pfaff (Grünhopfenbier)[9]

### Alkoholfreie Biere
- Export hell alkoholfrei
- Minz Meister
- Radler alkoholfrei[10]

### Limonaden
Im Produktsortiment sind die Sorten Orangenlimonade, Zitronenlimonade, Cola-Mix, Eistee, Apfelschorle, Diät-Limonade Zitrone, Cola, Iso-Sport-Grapefruit, ACE-Orange Karotte, Wuide-Limo und Stötti Cola-Mix.

### Tafelwasser
Zum Produktsortiment gehören „do well“ Tafelwasser still, „do well“ Tafelwasser spritzig, „do well“ Tafelwasser „medium“ und das Near-Water-Getränk „do well“ green apple.

### Abfüllung
Abgefüllt wird in NRW-Bierflaschen mit Kronkorken-Verschluss, Glasflaschen mit Schraubverschluss und in Bierfässern.

## Veranstaltungen

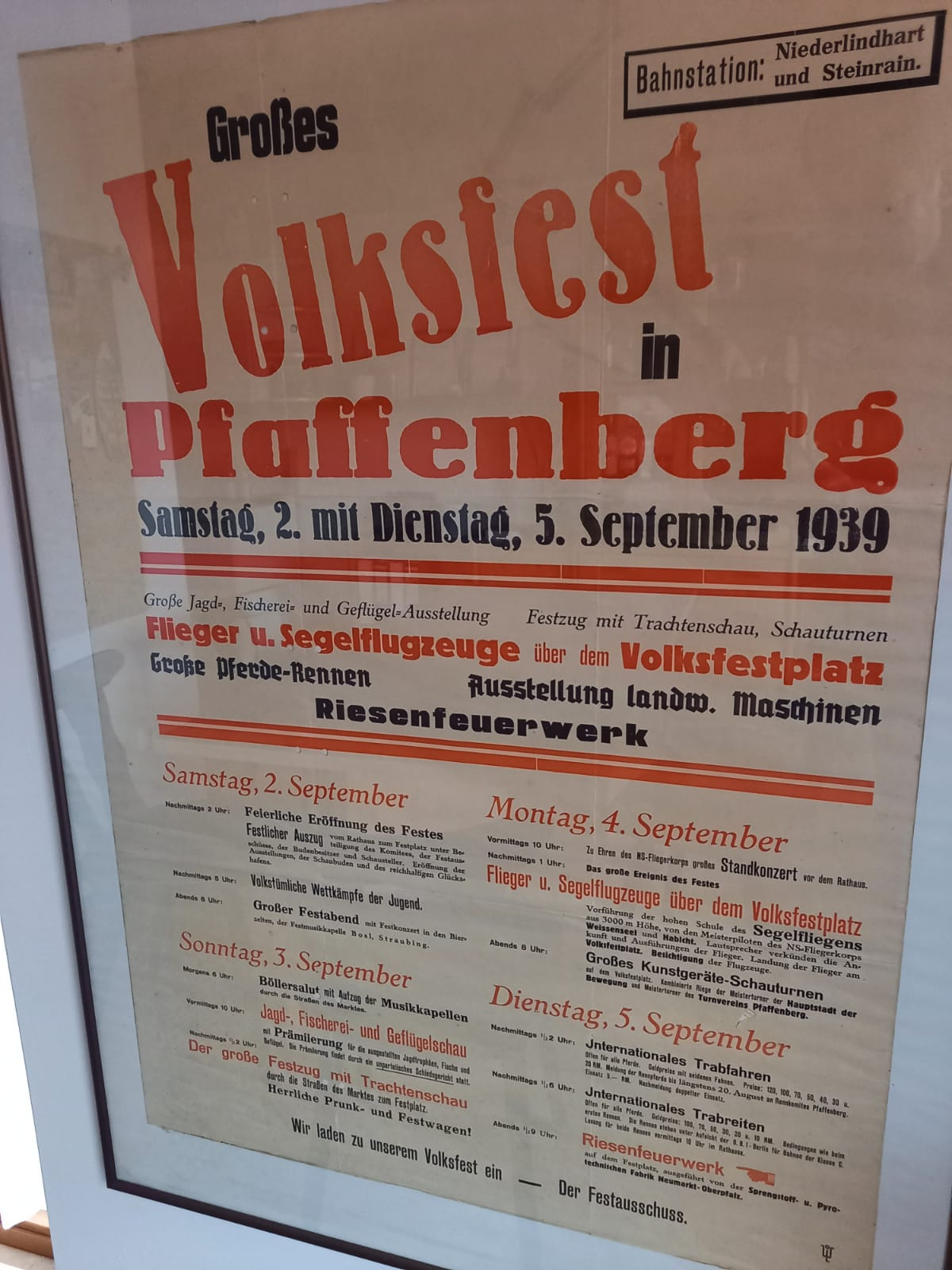
Altes Plakat vom Volksfest Pfaffenberg aus 1939

Die Privatbrauerei Stöttner ist Veranstalter des jährlich am ersten Augustwochenende beginnenden Pfaffenberger Volksfestes.
Weitere Feste mit Beteiligung der Brauerei Stöttner sind das Volksfest Neufahrn in Niederbayern, Volksfest in Mengkofen, Volksfest Ergoldsbach und das Volksfest in Bayerbach bei Ergoldsbach.

## Sonstiges
Die Brauerei ist Mitglied im Brauring, einer Kooperationsgesellschaft privater Brauereien aus Deutschland, Österreich und der Schweiz.
Die Brauerei ist Mitglied im Verband Private Brauereien e.V. mit Andreas Stöttner als Vorstandsmitglied.